# Magento
Magento és una plataforma de codi obert per a comerç electrònic escrita en PHP. Va ser desenvolupada amb suport de voluntaris per Varien Inc (ara Magento Inc), una companyia privada amb seu a Culver City, Califòrnia.
Varien va publicar la primera versió del programari el 31 de març de 2008. Roy Rubin, exdirector general de Varien, va vendre més tard una part substancial de la companyia a eBay, que eventualment la va adquirir per complet i després es va escindir de l'empresa.
Magento fa servir el sistema de base de dades relacional MySQL/MariaDB, el llenguatge de programació PHP i elements de Zend Framework. Aplica les pràctiques de la programació orientada a objectes i l'arquitectura model–vista–controlador. També utilitza el model entitat–atribut–valor per emmagatzemar les dades.
Més de 250.000 comerciants a tot el món utilitzen la plataforma Magento Commerce, que representa al voltant del 30% de la quota de mercat total.

## Història
El desenvolupament de Magento va començar oficialment a principis de 2007. Set mesos després, el 31 d'agost de 2007, es va alliberar la primera versió beta al públic.
Varien, la companyia propietària de Magento, va treballar originalment amb osCommerce. S'havia previst originalment que osCommerce seria el titular però més tard es va decidir reescriure-ho com Magento.
Al febrer de 2011, eBay va anunciar que havia fet una inversió en Magento al 2010, amb una participació del 49% de l'empresa.
El juny de 2011, eBay va anunciar que estaria adquirint la resta de Magento, la qual s'uniria a la seva nova iniciativa X.Commerce. El CEO i cofundador de Magento Roy Rubin va escriure en el bloc de Magento que "Magento continuaria operant fora de Los Angeles, amb Yoav Kutner i jo com els seus dirigents.".
Yoav Kutner va marxar de Magento a l'abril de 2012 citant que la visió per Magento havia canviat des del moment de l'adquisició a causa dels canvis del personal d'alt nivell.
Com a resultat de la divisió de eBay (sortida de Paypal) seguit de la incursió corporativa de Carl Icahn, Magento es va separar com una companyia independent pel nou propietari Permira fons de capital privat el 3 de novembre de 2015.
El maig de 2018, es va anunciar que Adobe adquiriria Magento per 1.680 milions de dòlars amb l'objectiu d'integrar-lo a Adobe Experience Cloud, la seva plataforma Enterprise CMS. L'adquisició es va concretar el 19 de juny de 2018.

## Resum
Magento és el proveïdor de dues plataformes diferents, Magento Community Edition i Magento Enterprise Edition. També van existir les plataformes Magento Professional Edition i Magento Go.

### Magento Community Edition
Magento Community Edition és una plataforma de comerç electrònic de codi obert. Equipat amb moltes característiques. Qualsevol pot modificar el nucli del sistema de la versió Community. Els desenvolupadors poden implementar els arxius del nucli i ampliar la seva funcionalitat afegint nous mòduls plug-in proporcionats per altres desenvolupadors. Des que la primera versió beta pública va ser alliberada en 2007, Community Edition ha estat desenvolupada i personalitzada amb la finalitat de proporcionar una plataforma bàsica de comerç electrònic. L'última versió és la 2.1.6 alliberada el 28 d'abril de 2017.

### Magento Enterprise Edition
Magento Enterprise Edition és una derivació de Magento Community Edition i fa servir el mateix nucli. A diferència de Community Edition, aquest no és gratuït, però té més característiques i funcionalitat. Aquesta edició està dissenyada per a grans empreses que necessiten suport tècnic amb la instal·lació, l'ús, la configuració i la solució de problemes. Tot i que Magento Enterprise té taxes anuals per manteniment, ni Community ni Enterprise Edition inclouen allotjament web. L'equip de Magento desenvolupa la Enterprise Edition amb la cooperació dels usuaris i tercers. L'última versió és la 2.1.6 alliberada el 28 d'abril del 2017.

### Magento Go
Magento Go va ser una solució de comerç electrònic basada en el núvol, el qual també incloïa allotjament web de Magento Inc. Va ser llançat al febrer de 2011 amb la finalitat de donar suport a les petites empreses, ja que no tenia necessitat d'instal·lació de programari. Magento Go tenia mòduls integrats i es podien afegir extensions de Magento per donar-li més funcionalitat, no obstant això també era la plataforma menys personalizable. L'1 de juliol de 2014, Magento Inc. va anunciar que la plataforma Magento Go seria tancada l'1 de febrer de 2015.

## Característiques de Magento
Magento és compatible amb un sistema de plantilles web que generen múltiples pàgines d'aspecte similar i temes personalitzats

### Temes
Magento ofereix un tema bàsic que configura un lloc web de comerç electrònic. El tema està dissenyat per personalitzar totes les pàgines afegint o editant codi PHP, HTML i CSS. Els usuaris de Magento poden instal·lar temes que canvien la visualització de la pàgina web o la seva funcionalitat. Els temes són intercanviables amb les instal·lacions de Magento sense que ocorri una pèrdua de contingut o el disseny de les pàgines. Els temes s'instal·len mitjançant la càrrega de carpetes temàtiques a través de FTP o SSH i aplicant-les utilitzant la interfície en el servidor del sistema d'administració.

### Mòduls
Els desenvolupadors de Magento han creat plugins de Magento que estenen la funcionalitat bàsica incorporada. Els usuaris de Magento poden instal·lar mòduls mitjançant la seva descàrrega, per després pujar-les al seu servidor, o aplicant una clau d'extensió de mòdul a través Magento Connect Manager.falta un exemple

### Integració
Magento permet als usuaris integrar diversos noms de domini en un tauler de control i gestionar alhora més d'una botiga des d'un únic tauler d'administració.

## Congrés Magento "Imagine eCommerce"
"Imagine eCommerce" és un congrés anual de comerç electrònic que Magento fa des de 2011. El primer esdeveniment es va dur a terme al febrer de 2011 a Los Angeles, amb més de 600 comerciants de Magento, socis i desenvolupadors. Els objectius del "Imagine eCommerce" és compartir idees de comerç electrònic i establir sessions d'oportunitat.

## Certificació de Magento
Hi ha quatre certificacions de Magento. Tres d'elles estan destinats a provar la capacitat dels desenvolupadors a implementar els mòduls; un (Certified Solution Specialist) es dirigeix als usuaris de negocis (consultors, analistes, gestors de projectes). Magento Front End Developer Certification se centra principalment en la millora de la interfície d'usuari (UI) de les aplicacions incorporades. Aquesta certificació està relacionada amb les plantilles, dissenys, Javascript i CSS. Magento Developer certification està dirigit als desenvolupadors de back-end els qui implementen els mòduls centrals. La Plus certification prova la profunda comprensió dels mòduls de Magento Enterprise i tota l'arquitectura.

## Principals funcionalitats
- Estructura de categories avançada i composició del seu catàleg.
- Família de productes de definició amb les seves pròpies característiques i configurable.
- Gestió de productes configurables (selecció de color o la grandària d'una samarreta, per exemple).
- Funcions de cross-selling i up-selling.
- Gestió de promocions (vendes, cupons i promocions en funció de la composició de la cistella).
- Gestió multi-botiga.
- Gestió de divisa, IVA i transport.
- Butlletins de newsletter.
- Mòdul CMS per integrar-se fàcilment en el seu contingut editorial tenda.
- Suport dels principals mòduls de pagament (PayPal, SIPS, OGONE ...).
- Gestió de factures i notes de crèdit.
- Moltes estadístiques (composició mitjana d'una cistella, taxa de conversió, més visitats ...).
- Mòdul de flux de dades per facilitar la importació / exportació del seu catàleg o el seu repositori client o des de fonts de dades externes (CRM, ERP, comparació de preus, etc ....).